# Isla El Borrego
Isla El Borrego är en ö i Mexiko.   Den ligger i delstaten Baja California, i den nordvästra delen av landet, 1 800 km nordväst om huvudstaden Mexico City. Arean är 0,13 kvadratkilometer.
Terrängen på Isla El Borrego är lite kuperad.